# Josephine Zehnder-Stadlin
Josephine Zehnder-Stadlin (Zug, 19 maart 1806 - Zürich, 26 juni 1875) was een Zwitserse lerares en pedagoge.

## Biografie
Josephine Zehnder-Stadlin was een dochter van Franz Karl Stadlin sr. en een zus van Franz Karl Stadlin jr. In 1858 huwde ze Ulrich Zehnder. Na haar opleiding tot naaister en kleermaakster richtte ze in Zug haar eigen naaischool op in haar ouderlijke woning. Later volgde ze van 1831 tot 1834 in Yverdon-les-Bains een opleiding bij Rosette Niederer-Kasthofer om de methodes van de Zwitserse pedagoog Johann Heinrich Pestalozzi eigen te maken. In 1834 werd zij de eerste en enige lerares aan de meisjesschool van Aarau, om vervolgens in 1839 in Olsberg een privénormaalschool voor leraressen op te richten. Deze school verhuisde in 1841 naar Zürich. In 1843 was ze oprichtster van de Verein Schweizerischer Erzieherinnen en in 1845 van het educatief vakblad voor leraressen Die Erzieherin. Eine Zeitschrift für weibliche Erziehung. Ze organiseerde ook conferenties en was auteur van verschillende bijdragen voer pedagogie en psychologie. Ze kwam op voor de toegang tot onderwijs voor meisjes.

## Werken
- (de)  Die Musterschule am schweizerischen weiblichen Seminar, ein Beitrag zur Begründung einer Schule der Natur und des Lebens, 1850.
- (de)  Morgengedanken einer Frau, 1853.
- (de)  Die Erziehung im Lichte der Bergpredigt, 1856.
- (de)  Pädagogische Beiträge, 1863.
- (de)  Pestalozzi; Idee und Macht der menschlichen Entwickelung, 1875.